# La puerta falsa
La puerta falsa es un restaurante ubicado a un costado de la Catedral Primada de Colombia, a unos pasos de la Plaza de Bolívar, fundado en el siglo XIX. Destaca por su preparación del chocolate santafereño.

## Descripción
El restaurante es un pequeño local en la Calle 11 casi con la Carrera Sexta. Su menú ofrece platillos de la gastronomía de Bogotá y de Colombia como:
- chocolate santafereño
- tamales
- ajiaco
- changua

## Historia
La tradición sitúa el origen del restaurante el 16 de julio de 1816, cuando Josefa Caicedo y el por entonces párroco de la catedral, Juan Bautista Sacristán y Galiano, habrían peleado porque ella decidió preparar unos refrigerios para la Virgen del Carmen para algunos miembros de la comunidad bogotana, y molestarle al religioso la vocación de independencia y autonomía de Caicedo y decir que no se había preparado viandas para todos los asistentes.
La diferencia animó a Caicedo a reafirmar sus deseos y entonces fundar un local cerca del recinto religioso, ya que los fieles que asistían salían con hambre. El local fue fundado en un terreno adyacente a la histórica Casa del florero con el nombre de La chozna. Comenzaron con venta de dulces típicos como cocadas y brevas con arequipe, ampliándose a la venta de aguapanela y amasijos.
El local —ubicado en la Calle 11— quedaba justo enfrente de una puerta falsa de la catedral, por lo que la población comenzó a referirla como «la aguapanelería de la puerta falsa», por lo que eventualmente su nombre cambió al que sigue detentando. Hacia 1870 introdujeron la venta del chocolate y chucula, y en 1900 retomaron una receta de tamal santafereño con hojas de plátano y hecho con arroz y maíz.